# Юхимовецький заказник
Юхимове́цький зака́зник — гідрологічний заказник місцевого значення в Україні. Розташований у межах Волочиського району Хмельницької області, на південний захід від центральної частини села Юхимівці. 
Площа 45 га. Статус надано згідно з рішенням сесії обласної ради народних депутатів від 17.12.1993 року, № 3. Перебуває у віданні Наркевицької селищної ради. 
Статус надано з метою збереження водно-болотного комплексу (болото і ставок) у долині однієї з приток річки Мшанець. Болото багате на лікарську рослинність. Місце гніздування різних водоплавних птахів. 